# La Hiruela
La Hiruela è un comune spagnolo di 83 abitanti situato nella comunità autonoma di Madrid. Fa parte della comunità di comuni della Sierra del Rincón.